# Інтауголь
Интауголь, ВАТ "Шахтоуправление «Интинская угольная компания» («Интауголь») — виробниче об'єднання з видобутку вугілля у Республіці Комі, Росія.

## Характеристика
П'ять шахт. 141 пласт середньою потужністю 2 м. Кут падіння 1…85°. Середня глибина розробки 420 м.

## Сучасний стан
На початку XXI ст. режим роботи «Інтауголь» нестабільний, що пов'язано з ситуативним перевиробництвом вугілля. Щоб уникнути масових звільнень і зберегти виробництво у 2002 р. «Інтауголь» перейшло на режим роботи неповного робочого часу.
На 1.06.2006 р. чисельність працівників становила 3123 чол. У квітні 2007 повідомлено про можливе їх скорочення на 900—1500 чол.